# Acanthostepheia behringiensis
Acanthostepheia behringiensis är en kräftdjursart som först beskrevs av William Neale Lockington 1877.  Acanthostepheia behringiensis ingår i släktet Acanthostepheia och familjen Oedicerotidae.

## Underarter
Arten delas in i följande underarter:
- A. b. behringiensis
- A. b. carica
- A. b. marae-alba
- A. b. polaris